# Mosquée La Sabkha

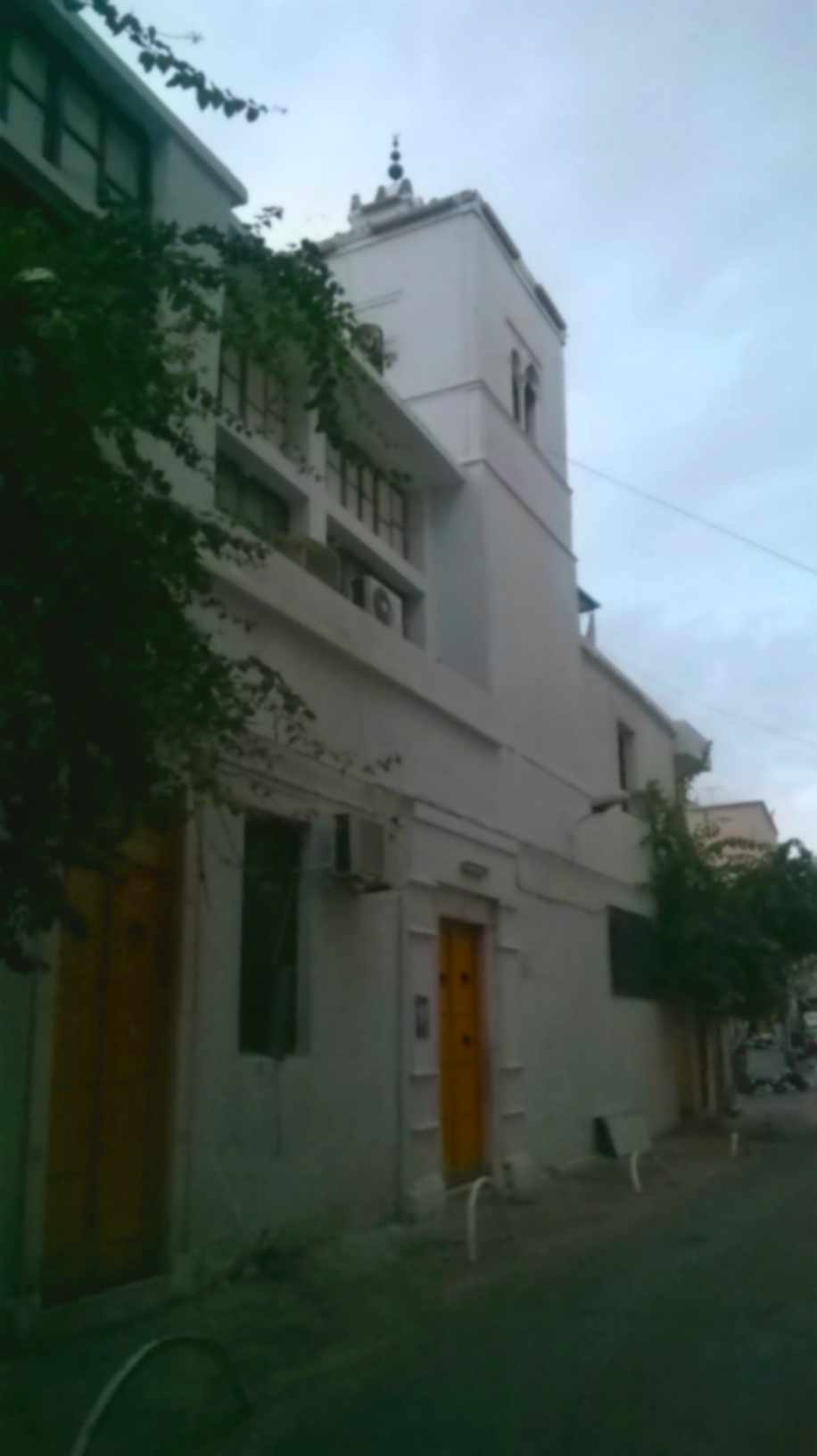
Façade de la mosquée La Sabkha

La mosquée La Sabkha (arabe : جامع السبخة) est une mosquée tunisienne située au sud de la médina de Tunis, dans le faubourg de Bab El Jazira.

## Localisation

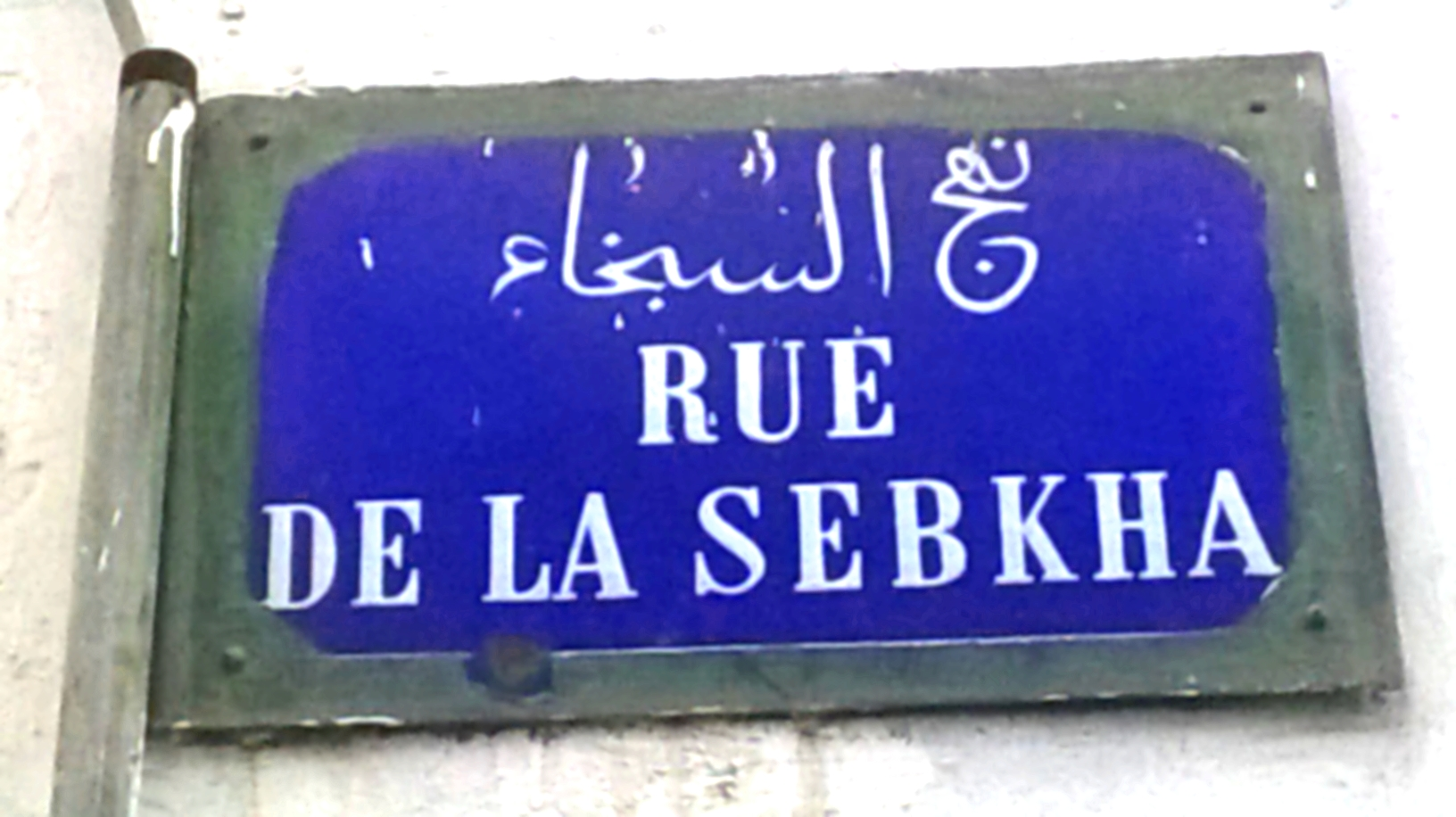
Plaque métallique indiquant la rue de La Sabkha

Elle se trouve au numéro 59 de la rue de La Sabkha.

## Histoire
Elle est construite sous le règne des Hafsides puis restaurée par le ministre Youssef Saheb Ettabaâ en 1813 (1229 de l'hégire).

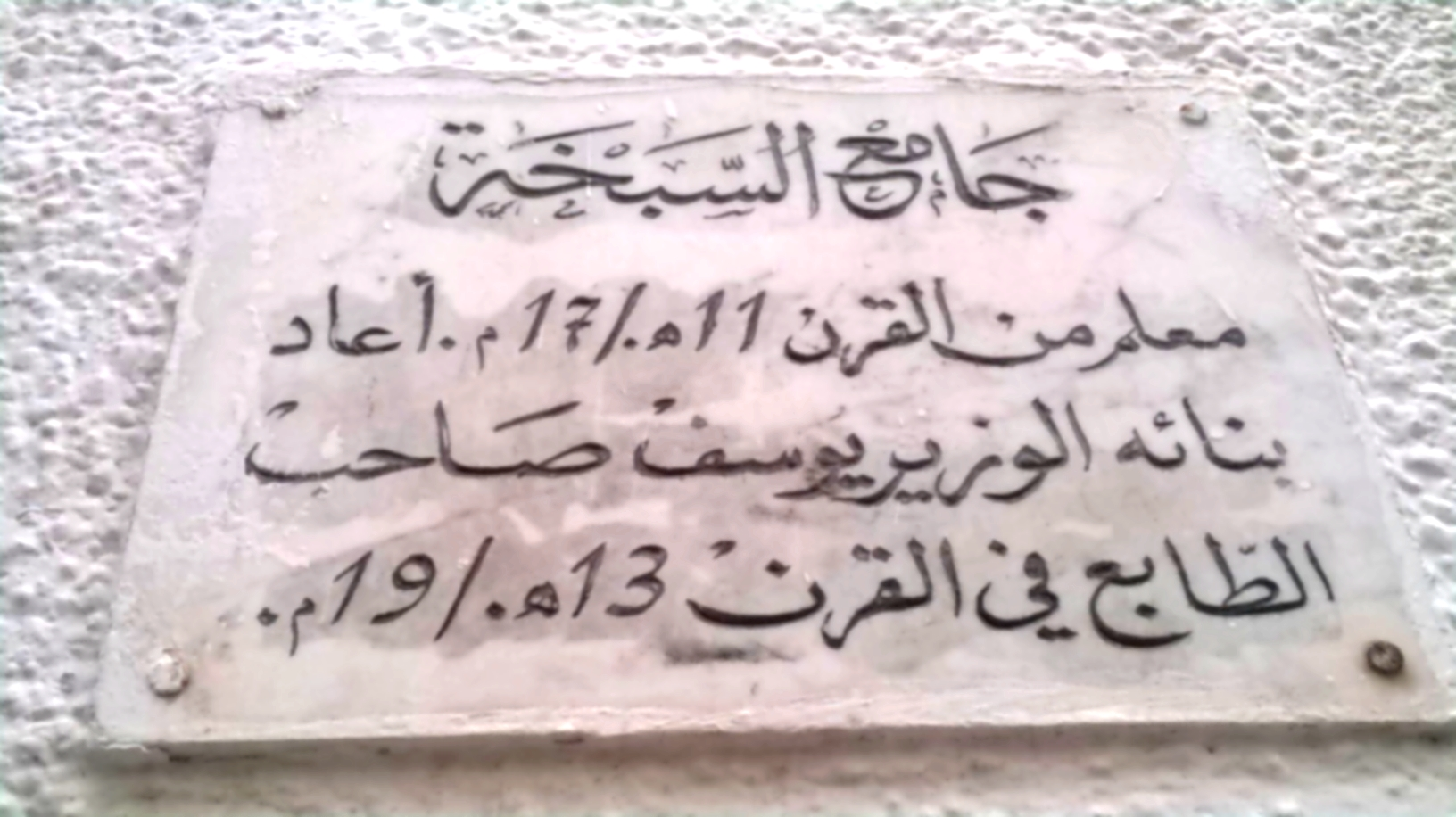
Plaque commémorative de la mosquée
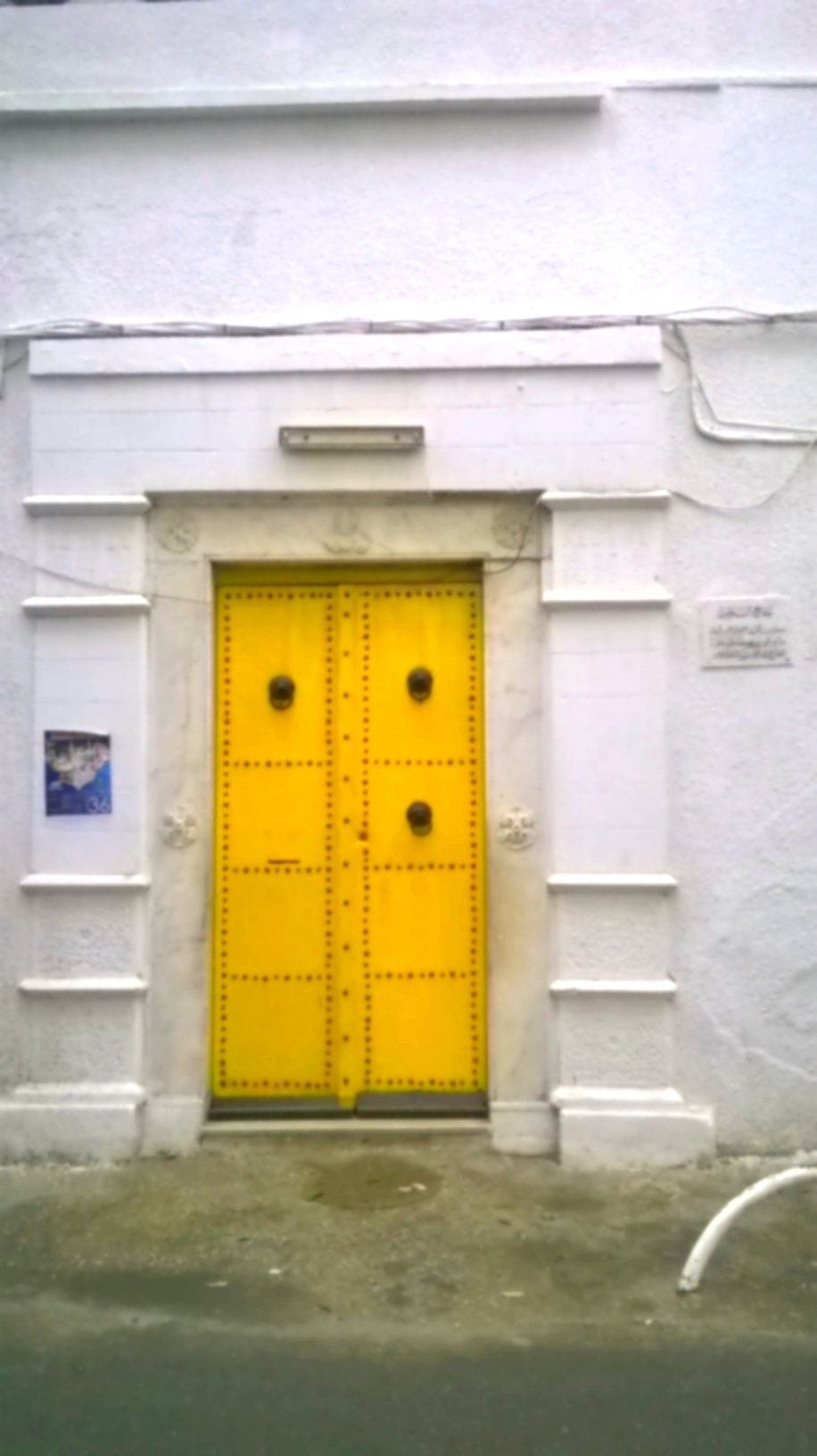
Porte d'entrée de la mosquée
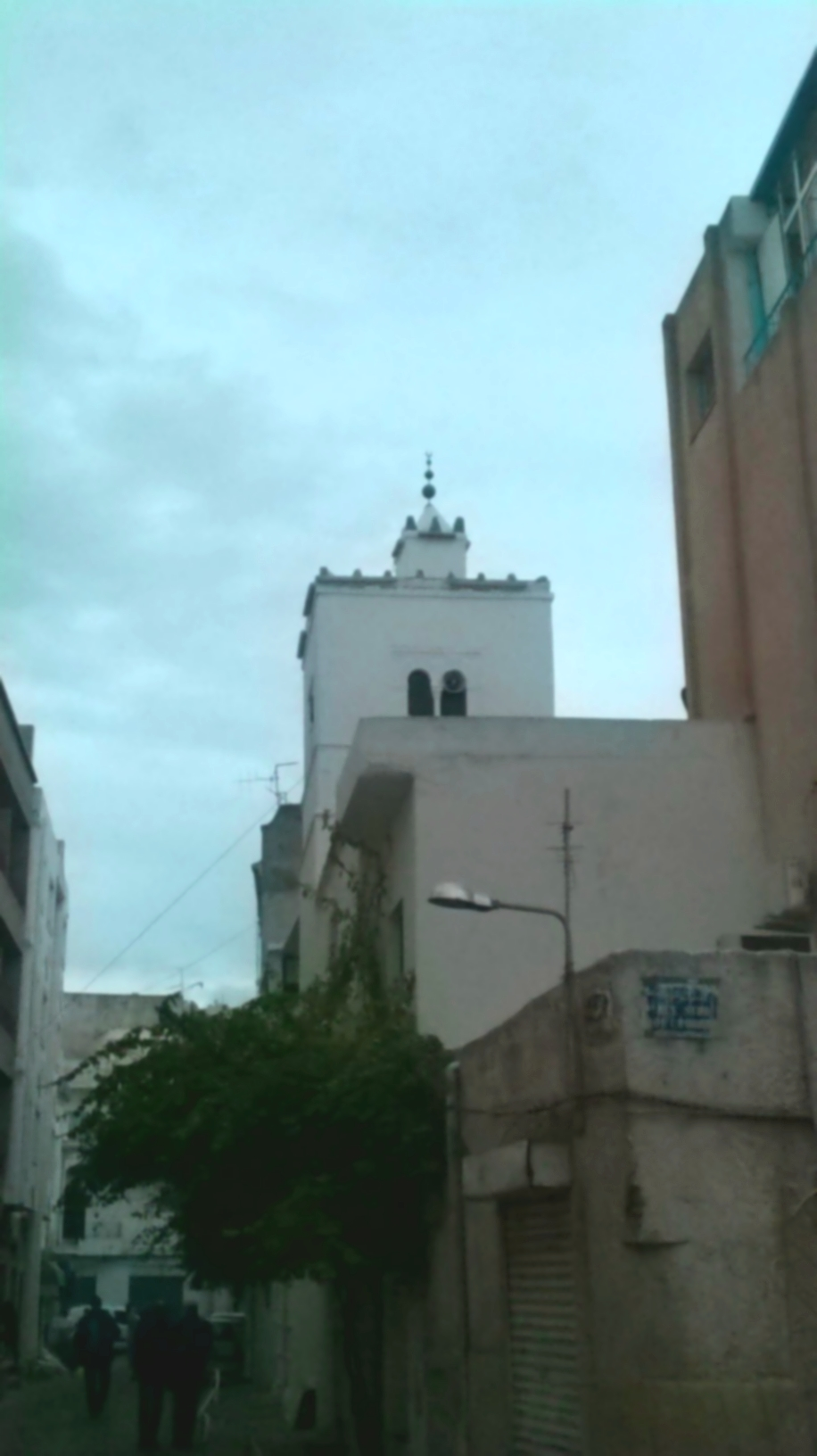
Vue du minaret à partir de la rue de La Sabkha